# Kecamatan Tagulandang
Kecamatan Tagulandang är ett distrikt i Indonesien.   Det ligger i provinsen Sulawesi Utara, i den nordöstra delen av landet, 2 300 km öster om huvudstaden Jakarta. Kecamatan Tagulandang ligger på ön Pulau Tahulandang.